# نخل آسیابی
نخل آسیابی (نام علمی: Trachycarpus fortunei) نام یک گونه از تیره نخل است که بومی نواحی مرکزی چین، جنوب ژاپن، میانمار و شمال هند بوده و در ارتفاع‌هایی بالاتر از ۱۰۰ تا ۲۴۰۰ متر از سطح دریا رشد می‌کند.
رشد بسیار کندی دارد که در بهترین شرایط محیطی در هر سال تنها ۳۰ سانتی متر رشد می کند . برای رسیدن به ارتفاع نهایی از ۶۰ تا ۷۰ سال زمان نیاز است .
از بهترین گزینه در بین دیگر نخل ها در اقلیم های خنک تا سرد است.
نخل آسیابی گیاهی دو پایه است و برای باردهی گیاه ماده به گرده افشانی گیاه نر نیاز است .